# 로널드 맥네어
로널드 어빈 맥네어(Ronald Ervin McNair, Ph.D., 1950년 10월 21일 ~ 1986년 1월 28일)는 미국의 물리학자이자 우주비행사이다.

## 생애
사우스캐롤라이나주의 레이크 시티 출신으로, 1971년에 국립 노스캐롤라이나 농업 및 기술 대학교에 입학, 물리학을 전공했다.
이후 1977년에 매사추세츠 공과대학교(MIT)에서 물리학 박사 학위를 취득한다. 또한 그는 지방대회에서 여러 번 우승한 경험이 있는 공수도의 유단자(5단)로, 격투기와 물리학의 관계에 대한 연구를 주로 하였다.
1978년에 NASA의 우주비행사로 뽑혔으며, 1984년 2월에 STS41-B(en) 미션으로 챌린저 호에 탑승, 무사귀환한다.
이후 1986년 1월에 다시 챌린저 호로 두 번째 비행인 STS-51-L 미션에 나섰으나 챌린저호가 발사 73초만에 폭발해 버리면서 즉사했다.

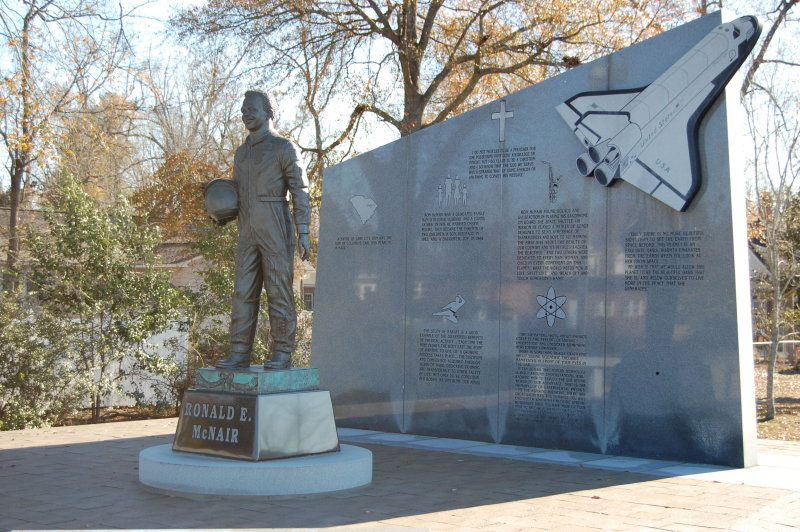
고향인 레이크 시티에 세워진 동상

## 비행 실적
- 1984년 2월 3일, 밴스 브랜드, 로버트 깁슨, 브루스 맥캔들레스 2세, 로버트 스튜어트와 함께 챌린저호로 STS-41-B 미션에 임하여 8일 뒤인 11일에 무사 귀환.
- 1986년 1월 28일, 마이클 스미스, 프랜시스 스코비, 엘리슨 오니즈카, 크리스타 매콜리프, 주디스 레스닉, 그레고리 자비스와 함께 챌린저호로 STS-51-L 미션에 임하나 챌린저 우주왕복선 폭발 사고로 사망.

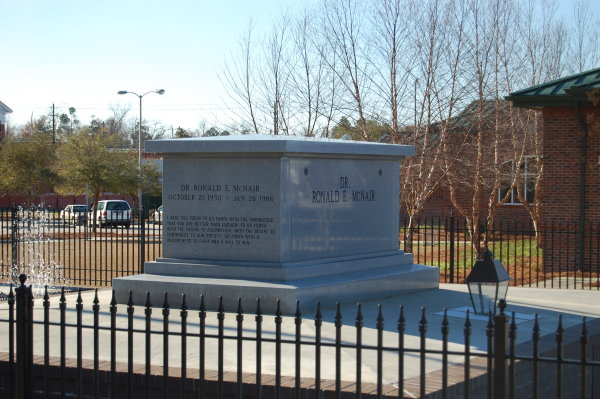
고향인 레이크 시티에 있는 묘

## 기타 사항
- 소행성 3354는 그를 기려 3354 맥네어로 명명되었다. 또, 달에도 그의 이름을 딴 크레이터가 있다.
- 미국의 많은 학교가 그의 이름을 따서 명명되거나 개칭되었다. 또, 그의 이름을 딴 건물, 도로도 생겨났다.
- 그는 색소폰 연주자이기도 했는데, STS-51-L 미션에 나서기 전에 맥켄들레스의 소개로 알게 된 작곡가 장미셸 자르와 공동으로 곡을 만든다. 이 곡이 앨범 Randez-vous의 마지막 트랙이자 1986년, 텍사스주와 휴스턴 시의 150주년 및 NASA의 25주년을 기념한 공연에서 초연된 Randez-vousⅥ이다. 맥네어는 이 곡의 색소폰 파트를 우주로 나간 챌린저호의 선내에서 연주, 녹음해 와서 초연시 쓰기로 했다. 그러나 이 이벤트는 맥네어의 사고사로 인해 무산되었고, 맥네어의 죽음에 낙담한 자르는 초연 공연 자체의 취소까지 생각하게 된다(맥켄들레스를 비롯한 맥네어의 동료 우주비행사들의 만류로 공연 자체는 4월이 되어 개최되었다). 해당 곡은 맥네어를 기려 Last Rendez-Vous (Ron's Piece)로 개명되어 초연, 발표되었다(색소폰은 휴스턴 토박이인 재즈 연주자 커크 왈럼(en)이 대타로 기용되었다).

## 같이 보기
- 챌린저 우주왕복선 폭발 사고